# No Keo Kuman
Re No Keo Kuman, detto anche No Mueang Keo, il cui nome regale fu Samdach Brhat Vora Ratana Dharmapasuta Sethakassa Atsanachandra Suvarna Samudhi Khakharattanasara Raja Bupati (Vientiane, 1571 – 1596), è stato il diciannovesimo sovrano del Regno di Lan Xang, la cui capitale era Vientiane, nell'odierno Laos centrale..
Fu proclamato due volte re di Lan Xang, la prima nel 1571 e la seconda nel 1591, al ritorno dall'esilio a cui fu costretto dagli invasori birmani.
Le cronache che lo menzionano  provengono dagli antichi annali di Lan Xang, di Lanna, di Ayutthaya e di Birmania, che differiscono tra loro. Gli annali di Lan Xang furono tradotti in altre lingue ed interpretati in diversi modi, dando luogo a controversie sull'attendibilità dei riferimenti storici. La principale tra le critiche che determinarono il cambiamento del testo originale, fu dettata dalla convinzione che molti degli avvenimenti storici fossero stati omessi o distorti nell'edizione originale a maggior gloria del regno. Gli avvenimenti e le date relative alla sua vita non sono quindi pienamente attendibili.

## Biografia
Nacque a Vientiane nel 1571 nell'ultimo anno di regno del predecessore Setthathirat I, di cui era il figlio, e la madre era figlia del governatore Sen Surintra Lue Sai, il più valente stratega dell'esercito del padre. Il suo nome di nascita era principe Nu Muang Kaeva Kumara. In quel periodo, la riunificata Birmania era diventata sotto la guida dei sovrani della dinastia Taungù il regno più potente del sudest asiatico.
Il padre era diventato uno dei più grandi re di Lan Xang per aver respinto due invasioni guidate dal re Bayinnaung, un grande  condottiero definito da alcuni storici il Napoleone della Birmania. Setthathirat ricostruì la capitale dalle devastazioni provocate dai birmani e si distinse anche per i traguardi che raggiunse in politica interna ed estera. Era stato un fervente religioso ed aveva fatto costruire importanti templi nelle città laotiane.

### Primo regno (1571-1572) e deposizione
Setthathirat morì poco tempo dopo la nascita di Nu Muang Kaeva Kumara e si scatenò una disputa per la successione. Parte dell'aristocrazia e tutto il clero lo proclamarono re con il nome regale No Keo Kuman, ma il nonno Sen Surintra Lue Sai reclamò i suoi diritti al trono per il ruolo che aveva avuto nel respingere i birmani e nella ricostruzione di Vientiane.
L'ostinazione dei nobili nel difendere il trono di No Keo portò ad una guerra civile. Le truppe di Sen Surintra Lue Sai ebbero ragione di quelle del governatore Phragna Chanta Siharad e, dopo essere stato per un anno reggente del nipote, il nonno si prese il trono nel 1572 con il nome regale Sen Surintra. Il nuovo re fu chiamato anche Pu Lan (in lingua lao pu significa nonno e lan nipote) per il legame di parentela con No Keo.

### Nuova invasione birmana e deportazione
I birmani avevano stabilizzato il dominio su maggior parte del sudest asiatico e nel 1575 sferrarono un nuovo attacco a Lan Xang. Approfittarono della crisi del regno lao, dove il popolo era insoddisfatto di avere un re usurpatore che non aveva sangue reale. Molti avevano abbandonato la capitale e si erano trasferiti nel sud del paese. Gli sforzi del sovrano di resistere all'assedio non trovarono riscontro tra le truppe, anch'esse scoraggiate dal fatto di combattere per un usurpatore. Gli invasori espugnarono Vientiane con facilità e Bayinnaung ordinò la deportazione di No Keo Kuman e Sen Surintra a Pegu, capitale birmana. Assieme ai due sovrani fu deportata anche buona parte della popolazione.
Per la quarta volta nella sua storia il Regno di Lan Xang era stato occupato. Le precedenti invasioni, quella vietnamita del 1478 e quelle birmane del 1564 e del 1570, erano state respinte dopo che la capitale era rimasta in mano al nemico per un periodo molto breve, ma il dominio dei birmani sarebbe questa volta durato per 25 anni. Venne proclamato sovrano Voravongse I, che era stato rapito nell'invasione del 1564 e tenuto a Pegu per 11 anni.
No Keo Kuman aveva 4 anni quando fu portato a Pegu, dove venne allevato e detenuto in ostaggio alla corte birmana per 15 anni. In tale periodo si alternarono sul trono di Vientiane tre sovrani. Nel 1579 Voravongse morì dopo essere stato cacciato da una rivolta organizzata nelle province meridionali e sul trono i birmani posero nuovamente il vecchio Sen Surintra, che a sua volta morì nel 1582. Al suo posto venne proclamato re Nakhon Noi, figlio del predecessore, che venne detronizzato dai suo stessi cortigiani e deportato a Pegu. Nel 1581 era intanto morto Bayinnaung, un evento che negli anni successivi avrebbe portato alla disgregazione del vasto impero che aveva creato. Gli era succeduto il figlio Nanda Bayin, privo del carisma e delle capacità del padre.
Senza nessuno a cui affidare il trono, iniziò a Lan Xang un periodo di confusione. Il vuoto di potere fu accentuato dalla debolezza della corte di Pegu, che alle prese con le ribellioni interne e quelle dei regni tai non fu più in grado di esercitare la sua influenza su Vientiane. Le varie fazioni dell'aristocrazia ed i governatori delle province ebbero piena autonomia ma non si ribellarono al potere birmano, non riuscendo ad accordarsi sulla scelta di un sovrano per circa 8 anni.

### Secondo regno
No Keo Kuman era considerato dai laotiani il legittimo sovrano del paese e nel 1590 una delegazione di aristocratici di Lan Xang giunse a Pegu per chiedere la sua liberazione e l'intronizzazione. Nanda Bayin approvò quanto richiesto e rimandò No Keo a Vientiane, dove poté finalmente farsi incoronare re come vassallo dei birmani nel 1591. Il suo ritorno fu accolto con gioia dal popolo che giurò fedeltà al sovrano, al contrario di quanto aveva fatto con i suoi predecessori, e l'armonia tornò nel paese.
Il sovrano proclamò l'indipendenza dalla Birmania del 1593, ma Lan Xang dovette subire altri attacchi da Pegu e rimase sotto la sua influenza. L'indipendenza sarebbe divenuta effettiva nel 1603, dopo la morte di No Keo Kuman nel 1596 all'età di 25 anni, secondo alcune fonti a 27, senza lasciare eredi al trono. Nei documenti di due templi laotiani risulta che il re fece costruire il santuario Phra That Sisong Hak Mueang Dan Sai ed una cerchia di mura attorno alla capitale.

## Successione
Alla morte di No Keo Kuman l'aristocrazia di Vientiane proclamò re il cugino Voravongse Thammikharad, che salì al trono con il nome regale Voravongse II all'età di 11 anni. I birmani imposero che venisse affiancato dal padre Vorapita in qualità di reggente. Il giovane re dovette in seguito sostenere una guerra civile contro il padre per ottenere il potere. Riconciliatosi con il padre, fu incoronato re nel 1603, ed in tale occasione proclamò l'indipendenza di Lan Xang dalla Birmania dopo 28 anni di sottomissione.